# Девичий виноград прикреплённый
Де́вичий виногра́д прикреплённый (лат. Parthenocíssus insérta) — древесная лиана рода Девичий виноград, семейства Виноградовые, родиной которой является Северная Америка.

## Естественный ареал
Девичий виноград прикреплённый распространен в Северной Америке, на юго-восточной части Канады (с запада на юг от Манитобы) и большей части Соединённых Штатов, от Мэна на запад до Монтаны и на юг от Нью-Джерси, до Миссури на восток и на запад от Техаса до Аризоны.[уточнить] Он присутствует в Калифорнии, но может быть интродуцированным видом, который находится далеко на западе.

## Ботаническое описание
Быстрорастущая лиана, достигающая 20—30 м в природе. Почки и молодые побеги зелёные, с возрастом покрываются желтовато-серой корой. С помощью усиков, обычно с 3—5 удлинёнными вьющимися разветвлениями, редко со слаборазвитыми присосками, эта лиана устремляется вверх по ветвям кустарников. Листья пальчато-сложные из 5 листочков, которые имеют яйцевидную или эллиптическую форму и достигают в длину от 5 до 12 см. Сверху листики остро-зубчатые, длинно заострённые на вершине, гладкие на ощупь, более или менее глянцевые; снизу — светло-зелёные, более или менее блестящие, слабо-опушённые или вовсе без волосков. Осенью окрашиваются в красно-бордовый цвет.

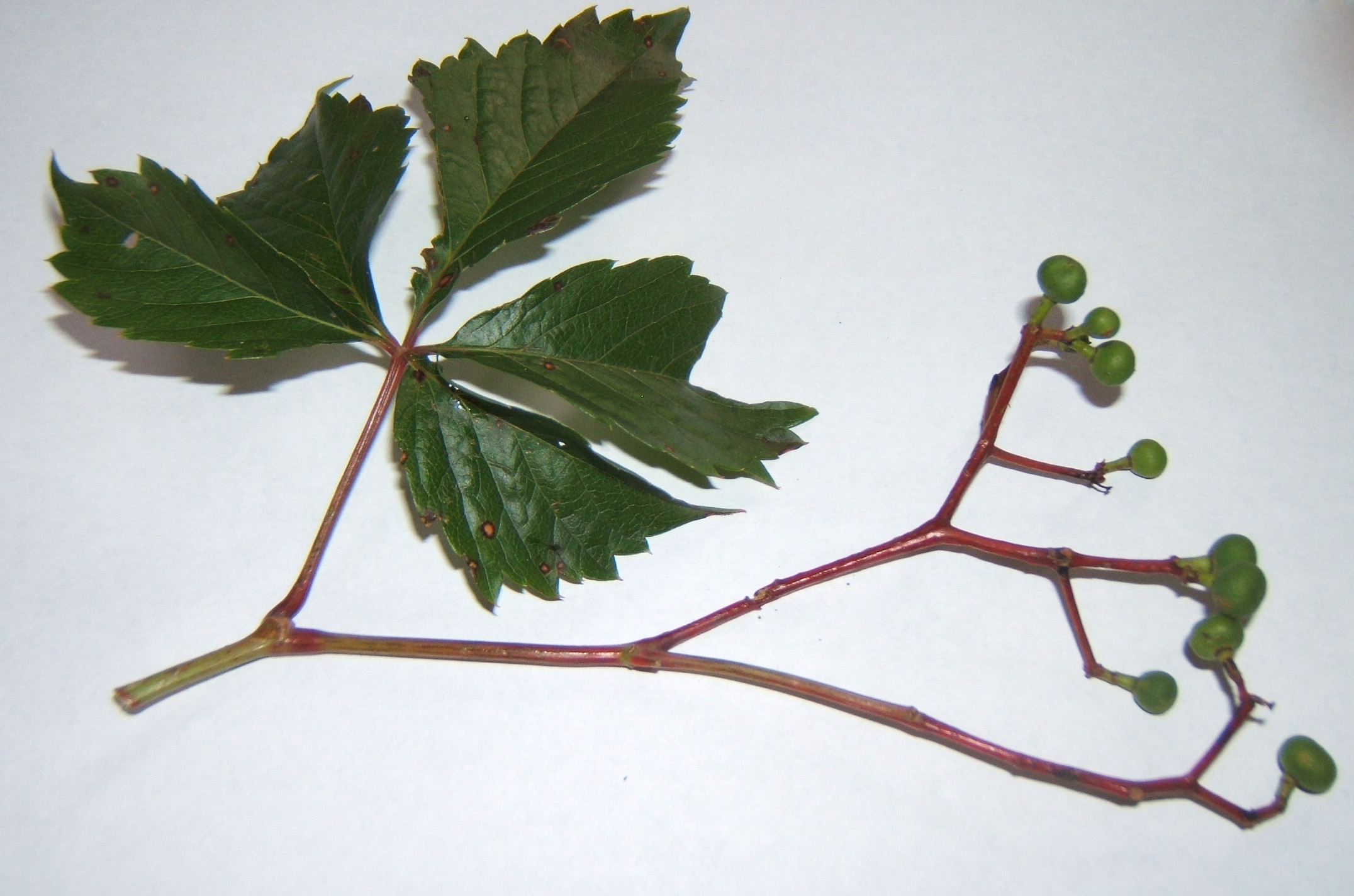
Ветвь с недозрелыми плодами

Цветки маленькие, зеленоватые, собраны в верхушечные метельчатые соцветия. Соцветие представляет собой 2—3-разветвлённый стебель без центральной оси, на котором располагаются от 10 до 75 цветков. Плод — ягода, 8—10 мм в диаметре. Плоды созревают поздним летом или ранней осенью; содержат щавелевую кислоту и несъедобны для человека, но являются пищей для птиц в зимний период.
Этот вид очень похож на Девичий виноград пятилисточковый (Parthenocissus quinquefolia), отличаясь методом крепления к опоре. Усики девичьего винограда прикреплённого обвивают свою опору, в отличие от девичьего винограда пятилисточкового, усики которого образуют липкие диски, приклеивающие его к опоре. По этой причине девичий виноград прикрепленный в природе чаще встречается стелющимся, в отличие от девичьего винограда пятилисточкового, который является верхолазом.

## Культивирование
В культуре известен с начала XVIII века. Культивируется по всему миру как садовое декоративное растение. Достаточно морозостоек, в России используется вплоть до Санкт-Петербурга.